# Anna d'Ivori
Anna Abad i Gils, född 26 juli 1992 i Tarragona, är en spansk (katalansk) singer-songwriter verksam under artistnamnet Anna d'Ivori. Hon har givit ut tre album och bidragit med sång till kulturprojektet "Amatrice", bildat till stöd för offren efter 2016 års jordbävning i centrala Italien.

## Biografi
Som dotter till sardana-kompositören Alfred Abad Gascon väcktes musikintresset tidigt. Hon studerade piano i Tarragona och senare även komposition och sång. Vid 15 års ålder skrev hon sin första musikal, och 2014 nådde hon finalen i det tyska talang-TV-programmet The Voice of Germany.
2017 publicerades debutalbumet Rere els vidres ('Bakom glasen'), utgiven på bolaget Audiovisuals de Sarrià. Året efter deltog hon med komposition och sång till det italiensk-katalanska kulturprojektet "Amatrici", bildat till stöd för offren efter 2016 års jordbävning i och runt italienska Amatrice. Det blev en tvåspråkig singel, med den italienskspråkiga "Chi sa se un giorno" ('Vem vet om en dag'; skriven ihop med Bartolomeo Smaldone) samt en version på katalanska under titeln "Qui sap si un dia" och med orkesterarrangemang. Det hela presenterades även på Teatro di Rieti i juni samma år.
I början av 2021 gav hon i egen regi ut sitt andra album, med titeln Ales de paper ('Vingar av papper'). I likhet med debutalbumet var det sång på katalanska, och med Anna d'Ivori på piano.
Våren 2024 återkom hon med det tredje albumet, även denna gång utgivet på eget bolag. Eclipsi har tio sånger, varav tre inkluderar samarbeten med Cobla Maricel & Jordi Paulí ("Primavera"), Sergi Esparza ("Àvia") och Manu Guix ("Quan caigui el teló").
Anna d'Ivori är även verksam som kompositör av sånger till sardanadanser och för katalanska körer (cobla).

## Diskografi
- 2017 – Rere els vidres (Audiovisuals de Sarrià)
- 2018 – "Chi sa se un giorno / Qui sap si un dia" (singel)
- 2021 – Ales de paper (egenutgiven)
- 2024 – Eclipsi (egenutgiven)